# Maison du Cardinal (Roquemaure)
La maison du Cardinal est une maison située à Roquemaure et faisant l’objet d’une inscription au titre des monuments historiques en 1949.

## Historique
Il s'agissait de la résidence de Bertrand du Pouget.